# NGC 7643
NGC 7643 est une galaxie spirale située dans la constellation de Pégase  à une distance d'environ 51,2 ± 3,6 Mpc (∼167 millions d'al). NGC 7643 a été découverte par l'astronome français Édouard Stephan en 1873. Cette galaxie a aussi été observée par l'astronome américain Lewis Swift le 29 novembre 1886 et elle a été inscrite au New General Catalogue sous la désignation NGC 7644.
Cette galaxie fait partie du groupe de NGC 7619, un groupe situé au centre de l'amas de Pégasus I.

## Caractéristiques
NGC 7643 présente une large raie HI. 

### Distance
Sa vitesse par rapport au fond diffus cosmologique est de 3 472 ± 26 km/s, ce qui correspond à une distance de Hubble de 51,2 ± 3,6 Mpc (∼167 millions d'al).
À ce jour, cinq mesures non basées sur le décalage vers le rouge (redshift) donnent une distance de 56,460 ± 3,867 Mpc (∼184 millions d'al), ce qui est à l'intérieur des valeurs de la distance de Hubble. 

## Groupe de NGC 7619
Selon un article publié par Levy et ses collègues en 2007, NGC 7643 fait partie du groupe de NGC 7619, un groupe situé dans le centre de l'amas de Pégasus I,. Selon eux, ce groupe renfermerait 30 galaxies. A. M. Garcia mentionne aussi ce groupe, mais NGC 7643 ne figure pas dans sa liste de 25 membres. Sengupta et coll. font aussi mention de ce groupe dans un article plublié en 2006. Ils n'incluent que 17 galaxies, toutes émettrices de rayon X, dont NGC 7631, mais elles se retrouvent soit dans le liste de Garcia ou dans celle de Levy et souvent dans les deux listes, à l'exception de KUG 2318+079B. La galaxie NGC 7643 n'est pas dans la liste de ces auteurs et ;a galaxie CGCG 406-086 est une autre désignation pour KUG 2318+079B qui est dans la liste de Levy. De même la désignation Z406-086 est la galaxie CGCG 406-086. En ajoutant la galaxie KUG 2318+079B, on obtient un total d'au moins 43 membres pour ce groupe. Cependant, la galaxie désignée comme [OB97] P05-6 dans la liste de Levy est introuvable dans toutes les sources consultées. Le calcul de la distance moyenne du groupe a donc pris en compte 42 galaxies. Abraham Mahtessian mentionne aussi l'existence de ce groupe, mais toutes les galaxies qu'il inclut dans celui-ci sont aussi dans la liste de Garcia
La moyenne des distances et des incertitudes des galaxies de la liste de Garcia est de 47,5 ± 3,3 Mpc (∼155 millions d'al) et celle de Levy et ses collègues est de 49,7 ± 3,5 Mpc (∼162 millions d'al). La moyenne des distances et des incertitudes des galaxies des deux groupes réunis est de 49,1 ± 3,9 Mpc (∼160 millions d'al).  
La distance de Hubble de la galaxie LEDA 214948 située au sud-est de NGC 7643 est inconnue ainsi que sa vitesse radiale